# Atoombrandstof Warwinkelarium
 Atoombrandstof Warwinkelarium  is een verhaal uit de Belgische stripreeks Piet Pienter en Bert Bibber van Pom.
Het verhaal verscheen voor het eerst in Gazet Van Antwerpen van 24 augustus 1981 tot 7 december 1981 en als nummer 37 in de reeks bij De Vlijt.

## Personages
- Piet Pienter
- Bert Bibber
- Susan
- Professor Kumulus
- Hilarius Warwinkel
- Madam Klakson
- Gebroeders Deschépelaere
- Theo Flitser

## Albumversies
Atoombrandstof Warwinkelarium verscheen in 1981 als album 37 bij uitgeverij De Vlijt. In 1997 gaf uitgeverij De Standaard het album opnieuw uit. Uitgeverij 't Mannekesblad deed hetzelfde in 2014.